# Ancienne cathédrale Saint-Patrick de New York
Cette ancienne cathédrale ne doit pas être confondue avec une autre cathédrale de New York.
 D’autres cathédrales portent le nom de cathédrale Saint-Patrick.
L'ancienne cathédrale Saint-Patrick (en anglais : Saint Patrick’s Old Cathedral, ou communément Old St. Patrick’s) est située au 260-264 Mulberry Street, entre Prince et Houston Street, à Manhattan dans la ville de New York. Elle était autrefois le siège du diocèse puis archidiocèse de New York, avant l'inauguration de l'actuelle cathédrale Saint-Patrick en 1879.
La Old St. Patrick’s a eu sa première pierre posée le 8 juin 1809 par le père jésuite alsacien Anthony Kohlmann (1771-1836) alors administrateur apostolique du diocèse de New York nouvellement créé. Sa conception est l'œuvre de l'architecte Joseph-François Mangin, qui avait également réalisé les plans de l'hôtel de ville de New York (le City Hall). Construite en six ans, elle a été consacrée le 14 mai 1815. Elle mesure 36 mètres de long pour 24 de large, avec une hauteur sous voûte de 26 mètres.
Endommagée par un incendie en 1866, elle fut restaurée, alors même que la nouvelle cathédrale était déjà en construction, et rouvrit en 1868. Depuis 1879, elle est simple église paroissiale, aujourd'hui pluri-ethnique, avec notamment une forte présence asiatique (l'église est proche de Chinatown).
En 1999, une messe y a été célébrée à la mémoire de John Fitzgerald Kennedy Jr., mort accidentellement en avion. Lorenzo da Ponte, le librettiste de Mozart, mort à New York en 1838 a été enterré dans le cimetière de l'église.